# سونیک و شوالیه سیاه
سونیک و شوالیهٔ سیاه (به انگلیسی: Sonic and the Black Knight) یک بازی پرشی توسعه‌یافته توسط سونیک تیم می‌باشد که توسط سگا در سال ۲۰۰۹ به‌عنوان بخشی از مجموعهٔ سونیک خارپشت برای وی منتشر گردید. این بازی پس از سونیک و راز حلقه‌ها (۲۰۰۷) دومین و آخرین بازی از مجموعهٔ سونیک استوری‌بوک می‌باشد. داستان به این صورت است که سونیک توسط جادوگر مرلینا به دنیای شاه آرتور منتقل می‌شود، در آنجا، آنها به ظاهر در تلاش‌اند تا آرتور فاسد (شوالیه سیاه) را از پا در آوردند اما در نهایت فاش می‌شود هیچ فسادی درکار نبوده و مرلینا در واقع در خفا آرزوی تبدیل شدن به ملکه تاریک را داشته است، به امید اینکه بتواند از وقوع سرنوشت شوم افسانه جلوگیری کند. بازیکن در گیم‌پلی با استفاده از قابلیت شناسایی حرکت وی ریموت سونیک را هدایت می‌کند، بازیکنان مسیر خود را پیش می‌برند و با تکان دادن شمشیر قادر به از بین بردن دشمنان سر راهی هستند.

## پی‌رنگ
جادوگری به نام مرلینا، نوهٔ مرلین، سعی دارد از شوالیه سیاه و لشگر او بگریزد و زمانی که محاصره‌اش می‌کنند او با استفاده از جادو قهرمانی را فرا می‌خواند تا نجاتش دهد و سونیک خارپشت احضار می‌شود. حین عقب‌نشینی، مرلینا به سونیک می‌گوید شوالیه سیاه در حقیقت شاه آرتور است که به واسطهٔ جاودانگی اعطا شده توسط غلاف اکس‌کالیبور فاسد شده و حالا سونیک باید او را شکست دهد تا صلح را به پادشاهی بازگرداند. سونیک متوجه می‌شود که سرعت زیادش برای غلبه بر شاه آرتور کافی نیست بنابراین شمشیر مقدس و سخنگوی کالیبرن را به دست می‌گیرد. سونیک طبق پیشنهاد کالیبرن به دیدار بانوی دریاچه نیموئه (ایمی رز) می‌رود که او را برای اثبات شایستگی‌اش به عنوان یک شوالیه آزمایش می‌نماید. نیموئه پس از اینکه سونیک از پس وظایفش برمی‌آید به او می‌گوید برای از بین بردن جاودانگی اعطا شده توسط غلاف اکس‌کالیبور، او باید شمشیرهای مقدس دیگر را که به دست لنسلات، گاوین و پرسیوال از شوالیه‌های میز گرد است، جمع‌آوری کند. سونیک پس از شکست دادن هر کدام از شوالیه‌ها هر سه شمشیر را به‌دست آورده و باری دیگر به مصاف شاه می‌رود و او را نابود می‌سازد.
سونیک غلاف را به مرلینا بازمی‌گرداند و او به سونیک می‌گوید که اصلاً شاه آرتوری وجود نداشته چیزی که سونیک شکست داده، توهمی بود که توسط پدربزرگ او، مرلین، ایجاد شده بود. مرلینا از این توهم برای فریب دادن سونیک استفاده کرده بود تا غلاف اکس‌کالیبور را به‌دست بگیرد. مرلینا برنامه دارد از قدرت غلاف پادشاهی را به جایی بی‌تغییر و جاودانه تبدیل کند، تا از وقوع آن که در افسانه‌ها آمده، جلوگیری کند. با این حال نقشه‌اش کاملاً نادرست است، زیرا جهانی که برخلاف نظم طبیعی عمل کند، قادر به عملکرد صحیح نخواهد بود و به قیمت جان آدم‌های بی‌گناه تمام خواهد شد. مرلینا دنیای زیرین را به‌طور مستقیم به‌داخل پادشاهی می‌کشاند و درهٔ تاریک را ایجاد می‌کند سپس سونیک و شوالیه‌ها برای نجات جان خود مجبور به فرار می‌شوند. نیموئه توضیح می‌دهد که با استفاده از شمشیرهای مقدس می‌توان سدی درست کرد تا جلوی درهٔ تاریک گسترش گرفته شود.از این رو، سونیک و شوالیه‌ها راه خود را جدا کرده و به نقاط مختلف پادشاهی می‌روند تا این سد را ایجاد کنند، اما معلوم می‌شود این سد به اندازه کافی قوی نیست و درهٔ تاریک به گسترش یافتن ادامه می‌دهد.
سونیک خودش وارد درهٔ تاریک می‌شود جلوی مرلینا که اکنون ملکهٔ تاریکی شده را بگیرد اما مرلینا چنان قدرتمند است که کالیبرن را در هم می‌شکند و سونیک را نیز حسابی زخمی می‌نماید. نیموئه و شوالیه‌ها پافشاری تسلیم‌ناپذیر سونیک را می‌بینند شمشیرهای مقدس را به او اعطا می‌کنند که موجب احیای دوبارهٔ کالیبرن — اکس‌کالیبور واقعی — می‌شود سونیک نیز به فرم سوپر زره‌پوش خود «اکس‌کالیبور سونیک» تبدیل می‌شود. او سپس موفق می‌شود مرلینا را شکست دهد و درهٔ تاریک را نیز از بین می‌برد. سونیک پس از پایان نبرد به مرلینا می‌آموزد که با اینکه هر چیزی سرانجامی دارد، اما آدم‌ها باید تا آن زمان زندگی خود را به طور کامل ادامه دهند و آن را با تمام وجود در آغوش بکشند. با روشن شدن حقیقت اینکع شاه آرتور تنها یک توهم بوده، شوالیه‌های میز گرد قصد متفرق شدن دارند اما کالیبرن به آنان گوشزد می‌کند که برگزیدن پادشاهٔ واقعی بر عهدهٔ اوست و اینک سونیک را به عنوان شاهٔ حقیقی معرفی می‌نماید.
در صحنهٔ پس از تیتراژ سونیک به دنیای خودش بازمی‌گردد ماجراهایش را برای ایمی تعریف می‌کند، اما ایمی خیال می‌کند که این داستان‌ها بهانه‌ای برای پیچوندن قرارشان است. بازی به شیوه‌ای مشابه با سونیک و راز حلقه‌ها به پایان می‌رسد، این‌طور که نام کتاب شاه آرتور و شوالیه‌های میز گرد به سونیک و شوالیهٔ سیاه تغییر می‌یابد.